# Rubia rechingeri
Rubia rechingeri är en måreväxtart som beskrevs av Friedrich Ehrendorfer. Rubia rechingeri ingår i släktet krappar, och familjen måreväxter. Inga underarter finns listade i Catalogue of Life.